# Castello di Whitwick
Il castello di Whitwick (in inglese Whitwick Castle) è ridotto in rovina con poche tracce visibili e si trova a Whitwick nella contea di Leicestershire, nella regione delle Midlands Orientali dell'Inghilterra. La sua costruzione risale al XII secolo.

## Storia
La struttura nacque  nel XII secolo come motta castrale quando il signore locale era il conte di Leicester poi divenne proprietà reale quando lo acquisì Giovanni d'Inghilterra che vi insediò come suo feudatario di fiducia William de Seneville. Nel XIV secolo passò nelle mani dei conti di Lancaster quando Henry Beaumont ebbe la licenza di erigere merlature difensive nel 1321. Non trascorsero molti anni e il maniero iniziò a degradarsi sino a cadere rovina. Nel 1427 fu descritto come un edificio vecchio e rovinoso senza valore. Alla fine del XVIII secolo si vedevano ancora le fondamenta ed era presente un muro
ancora visibile sul lato nord nel 1893. Sulla collina dove si trovava il castello nel XIX è stata edificata una struttura che assomiglia ad un castello e chiamata Castle Hill utilizzata come ospizio per i poveri nel 1846.

## Descrizione
Del castello di Whitwick nel villaggio omonimo non restano tracce ed ormai è ridotto ad un piccolo tumulo circolare. Il sito dell'antica motta castrale è su una collina naturale di forma ovale alla giunzione di due corsi d'acqua nella piccola città di Leicestershire, nel nord-ovest di Whitwick. Del cortile del castello è rimasto il naturale rialzo della collina che occupa un'area poco estesa che si solleva di 7- 8 metri sul
terreno circostante.